# Bundesverband kostenloser Wochenzeitungen
Der Bundesverband kostenloser Wochenzeitungen e. V. (BVDA) mit Sitz in Berlin ist einer von drei Verbänden für Verleger in Deutschland. Er ist die Spitzenorganisation der Anzeigenblattverlage in Deutschland. Er ist Berater und Informationsdienstleister für seine Mitgliedsverlage, Impulsgeber und Ansprechpartner für den Leser- und Werbemarkt und Interessensvertreter in allen politischen Belangen. Mit der Vielfalt, Eigenständigkeit und lokalen Berichterstattung aus dem Nahbereich sind die kostenlosen Wochenzeitungen ein lebendiger Beitrag zur Pressekultur in Deutschland. Durch ihre hohe Reichweite sind sie ein wichtiges Werbemedium für Handel und Wirtschaft. Dem BVDA gehören 157 Verlage mit insgesamt 474 Titeln und einer Wochenauflage von 35,5 Millionen Exemplaren an (Stand: März 2023). Damit repräsentiert der BVDA rund 65 Prozent der Gesamtauflage der kostenlosen Wochenzeitungen in Deutschland. Bundesweit zählen rund 50 Millionen Menschen zum Leserkreis der kostenlosen Wochenzeitungen.

## Geschichte
Organisiert waren zahlreiche der meist wöchentlich erscheinenden Anzeigenblätter ab 1960 in der Interessengemeinschaft Verleger-Verband Deutscher Anzeigenblätter (VVDA). Der VVDA war von sechs Verlegern mit sieben Anzeigenblättern bei einer wöchentlichen Auflage von 400.000 Exemplaren gegründet worden. Daneben etablierte der Bundesverband Deutscher Zeitungsverleger (BDZV) eine eigene Abteilung, die Arbeitsgemeinschaft Anzeigenblätter der Zeitungen (AdZ), innerhalb derer die von den Zeitungsverlagen oder deren Tochterunternehmen herausgegebenen Anzeigenblätter vertreten wurden. Allerdings führte das in einigen Fällen zu Konflikten innerhalb des BDZV zwischen den Tageszeitungen und kostenlos zugestellten Anzeigenblättern. Auch war die Organisation einer Mediengattung in zwei unterschiedlichen Verbänden nicht produktiv.
Nach jahrelanger Gegnerschaft von AdZ und VVDA wurde schließlich am 3. Juli 1987 in Bonn der Bundesverband Deutscher Anzeigenblätter e. V. (BVDA) gegründet. Die AdZ stellte ihre Tätigkeit ein. Schon im September 1987 waren 66 Verlage mit 240 Titeln und einer Auflage von 15,3 Mio. Exemplaren im BVDA organisiert. Zum 31. Dezember 1987 wurde der VVDA auf den BVDA verschmolzen. Anfang 1987 hatte der VVDA noch 126 Mitgliedsverlage mit 316 Titeln bei einer wöchentlichen Auflage von 13,6 Mio. Exemplaren.
Mit Wirkung zum 3. Juli 2023 hat sich der BVDA in Bundesverband kostenloser Wochenzeitungen e. V. umbenannt.

## Organisation
Der BVDA ist seit 2002 im Haus der Presse in Berlin ansässig, ebenso wie der BDZV sowie der MVFP Medienverband der freien Presse. Der BVDA verfügt über ein fünfköpfiges Präsidium bestehend aus Vertreterinnen und Vertretern von BVDA-Mitgliedsverlagen. Das BVDA-Präsidium besteht aus Alexander Lenders (Präsident, Weiss-Verlag GmbH & Co. KG, Monschau), Andreas Müller (Super Sonntag Verlag GmbH, Aachen), Isabel Obleser (Stadtanzeiger Verlags-GmbH & Co. KG, Offenburg), Michael Simon (Wochenanzeiger Medien GmbH, München) und Michael Rausch (Rheinische Anzeigenblatt GmbH & Co. KG, Köln). Hauptgeschäftsführer des BVDA ist Dr. Jörg Eggers. Von 1987 bis 2011 war Heiner Urhausen BVDA-Geschäftsführer. Der BVDA ist Mitglied im Zentralverband der deutschen Werbewirtschaft (ZAW).

### Aufgaben
Zu den BVDA-Aufgaben gehören nach seiner Satzung (§ 2) u. a.: Wahrung und Förderung aller gemeinsamen Belange der in ihm zusammengeschlossenen Mitgliedsverlage. Dies schließt insbesondere die Unterrichtung seiner Mitglieder über alle für sie relevanten Grundsatzfragen, Entwicklungen und Tendenzen ein. Der BVDA berät seine Mitglieder auf allen Gebieten des Anzeigenblattwesens. Er fördert einen Meinungs- und Erfahrungsaustausch unter den Mitgliedern. Des Weiteren erarbeitet er Stellungnahmen zu allen Fragen des Anzeigenblattwesens auch im Hinblick auf gesetzgeberische Maßnahmen und fördert den lauteren Wettbewerb. Er stellt Unterlagen bereit, die der Transparenz des Anzeigenblattmarktes förderlich sind. Der Verband kann in pressepolitischen Grundsatzfragen und in medienübergreifenden Bereichen mit anderen Organisationen des Pressewesens zusammenarbeiten. Der BVDA ist darüber hinaus Ansprechpartner für Media- und Werbeagenturen, Fachmedien, Politiker, Bildungseinrichtungen und sonstige Interessierte.

### Organe und Willensbildung im BVDA
Organe sind die Mitgliederversammlung, der Hauptausschuss und das Präsidium. Der Hauptausschuss besteht aus den Mitgliedern des Präsidiums und bis zu 15 weiteren von der Mitgliederversammlung auf vier Jahre gewählten Mitgliedern. Im Hauptausschuss müssen die regionalen und strukturellen Verhältnisse der Mitglieder angemessen und sachkundig repräsentiert sein. Das Präsidium besteht aus dem Präsidenten und vier Stellvertretern, die von der Mitgliederversammlung auf vier Jahre gewählt werden und repräsentiert den BVDA in der Öffentlichkeit. Die BVDA-Frühjahrstagung findet in Berlin statt. Hingegen kommen die Verleger, Geschäftsführer und sonstigen Verlags-Verantwortlichen zur BVDA-Herbsttagung auf Einladung eines Mitgliedsverlages in eine andere Stadt. Neben den drei BVDA-Organen gibt es BVDA-Arbeitskreise (Redaktion, Marketing, Digitales, Logistik und Nachhaltigkeit) sowie eine Fachgruppe Prospektzustellung.

## Auflagenkontrolle der Anzeigenblätter (ADA)
Alle Mitgliedsverlage des Bundesverbandes kostenloser Wochenzeitungen sind nach der Satzung verpflichtet, die von ihnen herausgegebenen Titel der Auflagenkontrolle der Anzeigenblätter (ADA) zu unterziehen. Sie wurde 1985 eingeführt. Die Kontrolle wird seit der Gründung vom BDVA getragen und von externen Wirtschaftsprüfern durchgeführt.

## „Durchblick“ – Preis für herausragende Beispiele publizistischen Engagements
Der vom BVDA für das Jahr 2005 erstmals ausgeschriebene Preis wird im April 2020 zum fünfzehnten Mal verliehen. Mit dieser Auszeichnung prämiert eine unabhängige Jury jährlich Anzeigenblätter für herausragendes publizistisches Engagement in verschiedenen Bereichen. Ausgezeichnet werden vier Gewinner in den Kategorien „Beste journalistische Leistung“, „Innovation – die beste Idee des Jahres“, „Beste digitale Aktivität“ sowie „Leser- und Verbrauchernähe“.